# White Winter Love。
「White Winter Love。」（ホワイト・ウィンター・ラブ）は、ハジ→の3枚目のメジャーシングル。発売元はユニバーサルミュージック。

## 解説
- 前作『for YOU。』から約5ヶ月ぶりのシングル。
- 初のバラードによる初恋のウィンターソング。
- 初回限定盤には「White Winter Love。」のMUSIC VIDEOを収録したDVDが付属される。

## 収録曲
1. White Winter Love。
  - 作詞・作曲：ハジ→
2. 逆転満塁ホ→ムラン☆♪。
  - 作詞・作曲：ハジ→
3. for YOU。 (Acoustic ver.)
  - 作詞・作曲：ハジ→

2ndシングル「for YOU。」収録曲の弾き語りバージョン。
4. White Winter Love。(Instrumental)